# Калачи (Крым)
Калачи́ (до 1948 года Бию́к-Кала́ч; укр. Калачi, крымскотат. Büyük Qalaç, Буюк Къалач) — исчезнувшее село в Черноморском районе Республики Крым, располагавшееся на востоке района, в степной части Крыма, примерно в 3,5 километрах западнее современного села Хмелево.

### Динамика численности населения
| - 1806 год — 69 чел. - 1864 год — 7 чел. - 1889 год — 74 чел. - 1892 год — 36 чел. | - 1900 год — 39 чел. - 1915 год — 149/10 чел. - 1926 год — 117 чел. |

## История
Изначально деревня Калач состояла из двух частей (возможно, приходов-маале), что всегда отмечалось на военных картах, но в ревизских документах обе эти части долго записывали как одно поселение. Первое документальное упоминание села встречается в Камеральном Описании Крыма… 1784 года, судя по которому, в последний период Крымского ханства Кыр Колачь входил в Шейхелский кадылык Козловского каймаканства. После присоединения Крыма к России (8) 19 апреля 1783 года, (8) 19 февраля 1784 года, именным указом Екатерины II сенату, на территории бывшего Крымского ханства была образована Таврическая область и деревня была приписана к Евпаторийскому уезду. После павловских реформ, с 1796 по 1802 год входила в Акмечетский уезд Новороссийской губернии. По новому административному делению, после создания 8 (20) октября 1802 года Таврической губернии, Калач был включён в состав Яшпетской волости Евпаторийского уезда.
По Ведомости о волостях и селениях, в Евпаторийском уезде с показанием числа дворов и душ… от 19 апреля 1806 года, в деревне Калач числилось 14 дворов и 69 жителей (все — крымские татары). На военно-топографической карте генерал-майора Мухина 1817 года деревня Калаш обозначена с 20 дворами. После реформы волостного деления 1829 года Калач, согласно «Ведомости о казённых волостях Таврической губернии 1829 года», остался в составе Яшпетской волости. Затем, видимо, вследствие эмиграции крымских татар в Турцию, деревня заметно опустела, и на карте 1836 года впервые обозначены две отдельные деревни, из которых Юкен-Калач, будущий Биюк-Калач (вторая деревня — Тогай-Калач) имел 8 дворов, а на карте 1842 года помечен условным знаком «малая деревня» (это означает, что в нём насчитывалось менее 5 дворов).
В 1860-х годах, после земской реформы Александра II, деревню приписали к Курман-Аджинской волости. Согласно «Памятной книжке Таврической губернии за 1867 год», деревня Калач (вновь записана как одна) была покинута — в результате эмиграции крымских татар, особенно массовой после Крымской войны 1853—1856 годов, в Турцию, и стояла без новых поселенцев. В «Списке населённых мест Таврической губернии по сведениям 1864 года», составленном по результатам VIII ревизии 1864 года, просто Калач — владельческая деревня с 2 дворами и 7 жителями при балке Донузлаве. По обследованиям профессора А. Н. Козловского 1867 года, вода в колодцах деревни Калач была пресная, а их глубина колебалась от 2 до 10 саженей (от 4 до 20 м). На трёхверстовой карте 1865—1876 года обозначены хутор Тогайлы-Калач с 1 двором и чуть к северо-востоку — хутор Юкен-Калач, без указания числа дворов. В «Памятной книге Таврической губернии 1889 года», включившей результаты Х ревизии 1887 года, в деревне Биюк-Калач числилось 13 дворов и 74 жителя. Согласно «…Памятной книжке Таврической губернии на 1892 год», в деревне Калач, входившей в Дениз-Байчинский участок, было 36 жителей в 9 домохозяйствах.
Земская реформа 1890-х годов в Евпаторийском уезде прошла после 1892 года; в результате Калач приписали к Донузлавской волости. По «…Памятной книжке Таврической губернии на 1900 год» в деревне Калач-Юкен числилось 39 жителей в 18 дворах. По Статистическому справочнику Таврической губернии. Ч.II-я. Статистический очерк, выпуск пятый Евпаторийский уезд, 1915 год, в деревне Биюк-Калач Донузлавской волости Евпаторийского уезда числилось 28 дворов с татарским населением (2 двора с землёй, 26 — безземельные) в количестве 149 человек приписного населения и 10 — «постороннего», из которых 91 мужчина и 68 женщин. Жители владели 100 десятинами удобной земли. В хозяйствах имелось 50 лошадей, 18 волов и 19 коров.
После установления в Крыму Советской власти, по постановлению Крымревкома от 8 января 1921 года № 206 «Об изменении административных границ» была упразднена волостная система и образован Евпаторийский уезд, в котором создан Ак-Мечетский район и село вошло в его состав, а в 1922 году уезды получили название округов. 11 октября 1923 года, согласно постановлению ВЦИК, в административное деление Крымской АССР были внесены изменения, в результате которых округа были отменены, Ак-Мечетский район упразднён и село вошло в состав Евпаторийского района. Согласно Списку населённых пунктов Крымской АССР по Всесоюзной переписи 17 декабря 1926 года, в селе Биюк-Калач, Ак-Коджинского сельсовета Евпаторийского района, числилось 30 дворов, из них 29 крестьянских, население составляло 117 человек, из них 116 татар и 1 русский, действовала татарская школа. Согласно постановлению КрымЦИКа от 30 октября 1930 года «О реорганизации сети районов Крымской АССР», был восстановлен Ак-Мечетский район (по другим данным, это произошло 15 сентября 1931 года), и село вновь включили в его состав.
В 1944 году, после освобождения Крыма от фашистов, согласно Постановлению ГКО СССР № 5859 от 11 мая 1944 года, 18 мая крымские татары были депортированы в Среднюю Азию. С 25 июня 1946 года Дорт-Сакал в составе Крымской области РСФСР. Указом Президиума Верховного Совета РСФСР от 18 мая 1948 года Биюк-Калач переименовали в Калачи. 26 апреля 1954 года Крымская область была передана из состава РСФСР в состав УССР. С начала 1950-х годов, в ходе второй волны переселения (в свете постановления № ГОКО-6372с «О переселении колхозников в районы Крыма»), в Черноморский район приезжали переселенцы из различных областей Украины. Населённый пункт ликвидирован до 1960 года, поскольку в «Справочнике административно-территориального деления Крымской области на 15 июня 1960 года» селение уже не значился (согласно справочнику «Крымская область. Административно-территориальное деление на 1 января 1968 года» — в период с 1954 по 1968 годы, как посёлок Новоивановского сельсовета).